# Герб Слабина
Герб Слабина — офіційний символ села Слабин, Чернігівського району Чернігівської області, затверджений 27 грудня 2003 року рішенням сесії сільської ради.
Автор — А. Гречило.

## Опис
У синьому полі срібний якір, обабіч якого по золотій 8-променевій зірці.

## Зміст
Для сучасних символів використано сюжет із печаток Слабинської сотні ХVІІІ ст. 
Щит увінчано червоною міською короною, що вказує на село, яке давніше було містечком.